# Willy Kohler
Willy Kohler (* 30. Juni 1962) ist ein ehemaliger Schweizer Eishockeyspieler und derzeitiger -trainer.

## Karriere
Willy Kohler begann seine Karriere als Eishockeyspieler beim EHC Biel, für den er von 1982 bis 1992 ausschliesslich in der Nationalliga A aktiv war. Anschliessend verbrachte er die Saison 1992/93 bei deren Ligarivalen, dem Aufsteiger HC Ajoie, für den der Angreifer in 29 Spielen insgesamt neun Scorerpunkte, darunter vier Tore, erzielte. Daraufhin beendete er im Alter von nur 31 Jahren seine aktive Laufbahn nach nur acht Jahren bereits wieder. Im Anschluss an seine Karriere als Spieler war Kohler unter anderem Cheftrainer bei der Schweizer Amateurmannschaft HC Vallée de Joux.